# 루청역
루청역(중국어: 潞城站, 건설 당시 둥샤오잉역(东小营站)이라 부름)은
중국 베이징시 퉁저우구 루청 타운 윈허 동대가에 위치한 베이징 지하철 6호선의 지하철역으로 2014년 12월 28일 6호선 2단계 개통과 함께 개장되었다. 역의 동쪽 끝은 둥샤오잉 차량단과 연결되어 있다.

## 위치
루청역은 베이징 부중심 행정청 구역 동쪽, 윈허 동대가 동단, 건설중인 인민대학 동 캠퍼스의 남쪽에 위치하며 동서 방향으로 배치되어 있다. 허베이성 싼허시 옌자오진에서 불과 3km 떨어져 있으며, 루청 타운에 위치한 루청(루셴현의 옛 도시)의 옛 유적지의 이름을 따서 제정되었다.

## 역 구조

### 층별 구조
루청역은 퉁후 남로 지하에 섬식 승강장이 있는 지하 2층 건물의 지하철역이다. 남쪽은 하차 승강장이고 북쪽은 승차 승강장이다.
| 지면층          | 가도                            | A—D출입구                        |
| 지하 1층 대합실 | 대합실                          | 고객 센터, 자동발매기, 개집표기  |
| 지하 2층 승강장 | ←                               | ■ 6호선 진안차오 방면 (둥샤위안) |
| 지하 2층 승강장 | 섬식 승강장, 왼쪽 출입문이 열림 |                                  |
| 지하 2층 승강장 | →                               | ■ 6호선 하차 전용 승강장         |

### 역내 예술
루청역 중앙 대합실과 승강장 상단에는 황하를 상징하는 노란 리본이 있다. 리본 양쪽의 흰색 부분은 강둑을 표현한다.
역 로비에는 쑹창칭 등이 베이징 지하철 네트워크의 장기 계획을 디자인 요소 기반으로 제작한 유리 조각 및 페인팅 예술 벽 "과거 연결 및 현재 연결"이 설치되어 있다.
- 루청역 대합실1 (2018년 7월 촬영)
- 루청역 대합실2 (2021년 9월 촬영)

### 출구
루청역은 현재 A, B, D 세 개의 출입구가 개방되어 있다.
|                         |                     |                           |  |
| 출구                    | 지시                | 출구 인근                 |  |
| 出口 · A                | 퉁후 남로(通胡南路) | 퉁후 남로                 |  |
| 出口 · B                | 퉁후 남로(通胡南路) | 퉁후 남로                 |  |
| 出口 · D                | 퉁후 남로(通胡南路) | 퉁후 남로, 다잉춘(大营村) |  |
| 아이콘 설명: 엘리베이터 |                     |                           |  |